# Синдром коротких рёбер — полидактилии

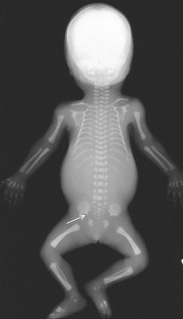
Рентгенограмма скелета ребенка с синдромом коротких рёбер-полидактилии

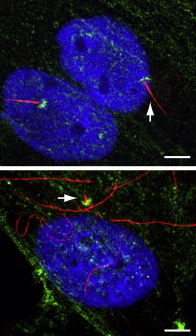
Цилии фибробластов, полученных от пациентов с синдромом коротких рёбер-полидактилии (нижняя панель, стрелка) абнормально коротки в сравнении с цилиями фибробластов, полученных от здоровых людей (верхняя панель, стрелка). Картинка получена методом иммунофлуоресцентного анализа

Синдром коротких рёбер — полидактилии (англ. Short rib – polydactyly syndrome, SRP) — группа общих генетических патологий человека, характеризующихся короткими рёбрами, укороченными конечностями, полидактилией и смертностью в раннем возрасте вследствие дыхательной недостаточности. Различают четыре подтипа этого синдрома:
- Синдром Салдино — Нунана (Saldino-Noonan syndrome);
- Синдром Маевского (Majewski syndrome);
- Синдром Верма — Наумова (Verma-Naumoff syndrome);
- Синдром Бимер — Лангера (Beemer-Langer syndrome).

Последние молекулярно-генетические исследования показали, что причиной данных синдромов являются нарушения структуры или функции цилий. Таким образом, синдром коротких рёбер — полидактилии относится к разряду цилиопатий. Большинство генов, ассоциированных с синдромом коротких рёбер — полидактилии, контролируют процесс интрафлагеллярного транспорта.